# Andrew Simpson (velejador)
Andrew James Simpson MBE (Chertsey, 17 de Dezembro de 1976 — San Francisco, 09 de Maio de 2013) foi um velejador britânico.
Simpson foi campeão pela classe Star nos Jogos Olímpicos de 2008, deixando os brasileiros Robert Scheidt e Bruno Prada com o segundo lugar, e medalhista de prata em Londres-2012.